# Jagdstaffel 16

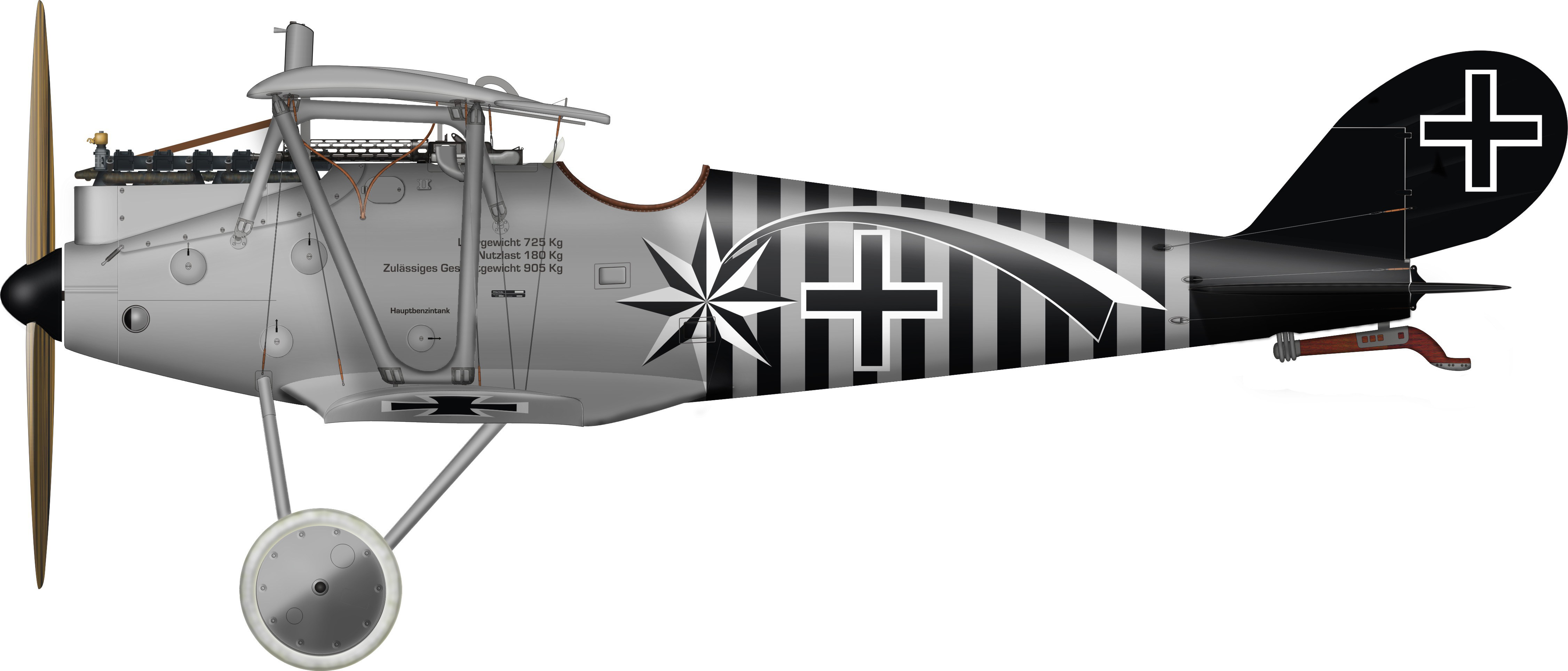
Pfalz D.III Maxa Holtzemaz Jasta 16

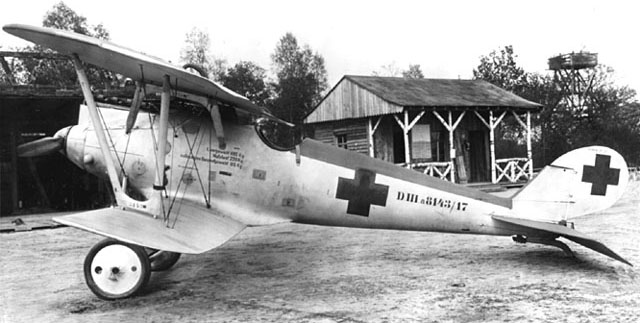
Pfalz D.III

Jagdstaffel 16 – Bayerische Jagdstaffel Nr. 16 – Jasta 16 – jednostka lotnictwa niemieckiego Luftstreitkräfte z okresu I wojny światowej.

## Informacje ogólne
Jednostka została utworzona w Ensisheim w Alzacji, w końcu października 1916 roku w pierwszym etapie reorganizacji lotnictwa na bazie KEK Ensisheim. Organizację eskadry powierzono Paulowi Kremerowi. Pierwsze zwycięstwo piloci eskadry odnieśli 10 marca 1917 roku, a pierwsze straty 14 kwietnia 1917.
W całym okresie swojej działalności operowała na froncie zachodnim. Eskadra walczyła przede wszystkim na samolotach Pfalz D.IIIa i Fokker Dr.I.
W okresie od czerwca do października 1917 roku jednostka była przyporządkowana do dowództwa 5 Armii, a od listopada do 7 Armii.
Jasta 16 w całym okresie wojny odniosła 58 zwycięstw nad samolotami wroga oraz zestrzeliła 24 balony obserwacyjne. W okresie od listopada 1916 do listopada 1918 roku jej straty wynosiły 7 zabitych w walce, 2 zabitych w wypadkach lotniczych, 9 rannych oraz 1 w niewoli.
Łącznie przez jej personel przeszło 9 asów myśliwskich: Friedrich Ritter von Röth (18), Ludwig Hanstein (11), Heinrich Georg Geigl (8), Karl Schattauer (8), Karl Odebrett (6), Otto Kissenberth (3), Theodor Rumpel (2), Wilhelm „Willi” Schulz (1), Hans Auer

## Dowódcy Eskadry
| Stopień   | Nazwisko                          | Okres                   |
| --------- | --------------------------------- | ----------------------- |
|           | Paul Kremer                       | 15.11.1916 – 08.07.1917 |
| Porucznik | Heinrich Georg Geigl              | 18.07.1917 – 20.08.1917 |
| Porucznik | Robert Dycke                      | 20.08.1917 – 01.12.1917 |
| Porucznik | Heinrich Georg Geigl              | 01.12.1917 – 04.04.1918 |
| Porucznik | Friedrich „Fritz” Ritter von Röth | 08.04.1918 – 09.09.1918 |
| Porucznik | Rudolf Eck                        | 09.09.1918 – xx.10.1918 |
| Porucznik | Friedrich „Fritz” Ritter von Röth | xx.10.1918 – 11.11.1918 |